# 잉글랜드계 오스트레일리아인

2011년 인구조사 결과에 따른 오스트레일리아 전체 인구에서 잉글랜드 조상을 가진 사람들의 비율.

2011년 인구조사 결과에 따른 이너 시드니 전체 인구에서 잉글랜드계 응답자들의 비율.

잉글랜드계 오스트레일리아인은 앵글로-오스트레일리아인으로도 알려져 있으며, 조상이 전부 또는 일부가 잉글랜드에서 유래한 오스트레일리아인을 말한다. 2021년 인구조사에서 8,385,928명, 즉 오스트레일리아 인구의 33%가 잉글랜드 혈통(단독 또는 부분)을 가지고 있다고 응답했다. 이는 오스트레일리아에서 가장 큰 자칭 조상 집단이다. 1788년 뉴사우스웨일스 식민지 설립 이래로 잉글랜드 민족 출신은 오스트레일리아로 이주한 가장 큰 집단이다.
잉글랜드계 오스트레일리아인은 앵글로켈트계 오스트레일리아인의 하위 집단이며, 앵글로켈트계 오스트레일리아인은 유럽계 오스트레일리아인의 하위 집단이다. 앵글로켈트계 오스트레일리아인의 다른 하위 집단(즉, 조상이 브리튼 제도에서 유래한 오스트레일리아인)으로는 아일랜드계 오스트레일리아인, 스코틀랜드계 오스트레일리아인 및 웨일스계 오스트레일리아인이 있다. 이들 조상은 오스트레일리아에서의 오랜 역사와 수세기 동안 발생한 높은 혼혈도로 인해 총체적으로 지칭되는 경향이 있다. 이러한 역사적 배경으로 인해 잉글랜드 또는 기타 앵글로켈트계 조상을 가진 오스트레일리아인들은 단순히 자신의 조상을 '오스트레일리아인'으로 식별하는 경향이 있다.

## 역사

### 18세기와 19세기
| 1851 | 51,122  | [ 5 ] |
| 1861 | 84,152  | [ 5 ] |
| 1871 | 87,334  | [ 5 ] |
| 1881 | 107,574 | [ 5 ] |
| 1891 | 149,232 | [ 5 ] |

뉴사우스웨일스주는 1788년 영국 정부에 의해 죄수 식민지로 설립되었다. 방문자들은 1788년 이후 최소 50년 동안 시드니의 잉글랜드적 특성을 묘사하며 죄수 막사를 내려다보는 교회들의 전통적인 잉글랜드식 모습을 언급했다. 1세대 식민지 시드니 주민들은 주로 잉글랜드인이었다. 1788년과 1850년 사이에 160,000명의 죄수가 오스트레일리아로 왔다. 1788년과 1840년 사이에 80,000명의 잉글랜드 죄수가 뉴사우스웨일스주로 이송되었으며, 1825년과 1835년 사이에 가장 많은 수가 왔다. 1846년 뉴사우스웨일스주 인구조사에서는 잉글랜드에서 태어난 사람이 57,349명, 아일랜드에서 태어난 사람이 47,547명, 스코틀랜드에서 태어난 사람이 14,406명으로 집계되었다. 1859년까지 이민 온 자유 정착민 220만 명(73%)은 영국 출신이었다.
1850년대 골드 러시로 인해 더 많은 잉글랜드인들이 빅토리아주로 이주했다. 1854년까지 빅토리아주에는 97,943명의 잉글랜드 태생 인구가 있었다. 이민 정책과 지원 제도는 잉글랜드로부터의 높은 이민 수준을 유지하는 데 도움이 되었다. 1860년에서 1900년 사이에 도착한 100만 명의 이민자 중 절반 이상이 잉글랜드 출신이었다.
1840년에서 1870년 사이에는 잉글랜드인보다 아일랜드계 보조 이민자가 더 많았으나, 1870년대에 잉글랜드인이 더 많아지면서 이러한 추세가 바뀌었다.
19세기 오스트레일리아의 해외 출생자 중 최소 75%는 브리튼 제도 출신이었다. 잉글랜드 또는 웨일스에서 태어난 사람들의 비율은 1861년부터 1911년까지 (약 47%로) 상당히 안정적으로 유지되었고, 스코틀랜드에서 태어난 사람들의 비율도 (약 12%로) 마찬가지였다.
잉글랜드 정착민들은 북잉글랜드보다 남잉글랜드 출신이 더 많았다.

### 연방 수립 이후 잉글랜드 이민
| 잉글랜드 출생 인구, 1911년~현재 | 잉글랜드 출생 인구, 1911년~현재 | 잉글랜드 출생 인구, 1911년~현재 | 잉글랜드 출생 인구, 1911년~현재 |
| 연도                            | 인구                            | Ref(s)                          |                                 |
| ------------------------------- | ------------------------------- | ------------------------------- | ------------------------------- |
| 1911                            | 346,030                         | [ 13 ]                          |                                 |
| 1921                            | 446,124                         | [ 14 ]                          |                                 |
| 1933                            | 486,831                         | [ 15 ]                          |                                 |
| 1947                            | 381,592                         | [ 16 ]                          |                                 |
| 1954                            | 478,411                         | [ 17 ]                          |                                 |
| 1961                            | 556,478                         | [ 17 ]                          |                                 |
| 1971                            | 842,032                         | [ 18 ]                          |                                 |
| 1981                            | 889,124                         | [ 19 ]                          |                                 |
| 1991                            | 896,336                         | [ 20 ]                          |                                 |
| 2001                            | 847,365                         | [ 21 ]                          |                                 |
| 2011                            | 911,593                         | [ 22 ]                          |                                 |
| 2021                            | 927,490                         | [ 23 ]                          |                                 |

2021
잉글랜드계 오스트레일리아인들은 연방 수립(1901년) 당시 인구의 50% 이상을 차지했다. 1922년부터는 대영 제국 정착법에 따라 수천 명의 잉글랜드 이민자들이 지원을 받았다. 제2차 세계 대전 이후 다른 나라에서 온 이민자들이 급증했음에도 불구하고 잉글랜드 시민들은 오스트레일리아로 거의 무제한으로 입국할 수 있었다. 이민부 장관 아서 캘웰은 새로 오는 이민자 10명 중 9명이 영국 태생이기를 원했다. 잉글랜드 태생 이민자들은 1982년 제도가 폐지될 때까지 대부분 지원금을 받았다.
잉글랜드 태생의 저명한 인물 중에는 헨리 파크스와 조셉 쿡과 같은 정치인들, 그리고 소매업 및 미디어 분야에서 존 노턴, 앤서니 호던 및 존 페어팩스가 있었다.
1910년대, 1920년대, 1950년대, 1960년대의 잉글랜드 이민자 급증은 20세기 내내 잉글랜드 출생자가 가장 큰 단일 이민자 집단으로 유지되도록 했다. 1978년에는 주로 잉글랜드 조상을 가진 오스트레일리아인들이 전체 인구의 45% 이상을 차지했다. 잉글랜드 조상은 1986년에 660만 명(46%), 2001년에 640만 명(37%)으로 보고되었다. 잉글랜드 태생자들이 오스트레일리아 이민자들 사이에서 여전히 잘 대표되고 있지만, 1980년대 이후 오스트레일리아로의 잉글랜드 이민이 전반적으로 감소하면서 잉글랜드 태생자가 오스트레일리아 이민자 중에서 차지하는 비율은 줄어들고 있다. 그럼에도 불구하고, 오스트레일리아 사회는 강력한 잉글랜드 유산의 영향을 계속 받고 있다.

## 인구 통계
2021년 인구조사에서 8,385,928명, 즉 오스트레일리아 인구의 33%가 잉글랜드 조상(전체 또는 부분)을 가지고 있다고 응답했다.
| 연도 | 인구      | %    | 인구 변화 | % 변화 | Ref(s) |
| ---- | --------- | ---- | --------- | ------ | ------ |
| 1986 | 6,607,228 | 42.3 | 보합      | 보합   | [ 29 ] |
| 2001 | 6,358,880 | 33.9 | 248,348   | 감소   | [ 30 ] |
| 2006 | 6,283,647 | 31.6 | 75,233    | 감소   | [ 31 ] |
| 2011 | 7,238,533 | 33.7 | 954,886   | 증가   | [ 32 ] |
| 2016 | 7,852,224 | 36.1 | 613,691   | 증가   | [ 33 ] |
| 2021 | 8,385,928 | 33.0 | 533,704   | 감소   | [ 23 ] |

## 문화적 영향
잉글랜드계 사람들은 식민지 시대 오스트레일리아에서 단일 민족 집단 중 가장 영향력이 컸다. 잉글랜드인에 의한 오스트레일리아 건국은 지명, 오스트레일리아의 영미법계 법률 시스템, 피시 앤드 칩스 및 선데이 로스트와 같은 인기 있는 요리, 그리고 오스트레일리아의 국어인 영어에서 여전히 분명히 드러난다.
시드니에서는 최소 50개의 교외 지명이 20개의 잉글랜드 주에서 직접 유래했으며, 그 중 가장 많은 수가 켄트주, 서리주, 런던에서 왔다. 가장 잘 알려진 곳으로는 서리 힐스, 크로이든, 혼즈비, 에핑, 치핑 노턴, 브라이턴-르-샌즈, 벡슬리, 캔터베리, 라이드, 켄싱턴, 루이샴 및 펜셔스트가 있다.

## 저명한 인물

### 오스트레일리아로 이송된 잉글랜드 죄수들
- 제임스 블랙번 – 오스트레일리아 건축 및 토목 공학에 기여한 것으로 알려짐
- 윌리엄 블랜드 – 결투에서 한 남자를 죽여 이송된 해군 외과 의사; 번성하여 자선 활동에 참여; 입법 의회 의석을 가짐[35]
- 윌리엄 버클리 – 탈출하여 애버리지니와 함께 수년 동안 살았다
- 존 캐드먼 – 술집 주인이었음; 죄수로서 시드니의 보트 감독관이 됨; 캐드먼스 코티지는 그에게 주어진 오두막이다
- 대니얼 쿠퍼 – 성공적인 상인
- 마거릿 도슨 – 제1함대, "설립 어머니"
- 윌리엄 필드 – 태즈메이니아 사업가 및 지주
- 프랜시스 그린웨이 – 오스트레일리아 건축가
- 윌리엄 헨리 그룸 – 성공적인 경매인이자 정치인; 오스트레일리아 초대 의회 의원으로 재직
- 윌리엄 허친슨 – 공무원 및 목장주
- 마크 제프리 – 유명한 자서전을 썼음
- 헨리 케이블 – 제1함대 죄수, 아내와 아들(수산나 홈스, 역시 죄수, 그리고 헨리)과 함께 도착하여 오스트레일리아에서 첫 소송을 제기했으며, 부유한 사업가가 됨
- 시미언 로드 – 오스트레일리아의 선구적인 상인이자 치안 판사
- 내서니얼 루카스 – 노퍽섬 최초의 죄수 중 한 명으로, 그곳에서 목수장이 되었고, 나중에 성공적으로 농사를 지었으며, 풍차를 건설하고 시드니에서 목수 감독관이 되었다
- 아이작 니콜스 – 기업가, 초대 우체국장
- 윌리엄 레드펀 – 몇 안 되는 외과 의사 죄수 중 한 명
- 메리 리베이 – 선박단을 운영했다
- 헨리 새버리 – 오스트레일리아 최초의 소설가; 퀸투스 서빈턴의 저자
- 로버트 시드어웨이 – 오스트레일리아 최초의 극장을 개설
- 윌리엄 사익스 – 짧은 일기와 편지 묶음을 남겼기 때문에 역사적으로 흥미로움
- 존 타웰 – 형기를 마치고 부유한 화학자가 되어 15년 후 잉글랜드로 돌아갔고, 얼마 후 정부를 살해하여 교수형에 처해졌다
- 새뮤얼 테리 – 부유한 상인이자 자선가
- 제임스 하디 복스 – 오스트레일리아 최초의 장편 자서전과 사전의 저자
- 메리 웨이드 – 오스트레일리아로 이송된 최연소 여성 죄수 (11세); 21명의 자녀를 두었으며 사망 당시 300명 이상의 살아있는 후손이 있었다
- 조셉 와일드 – 탐험가
- 솔로몬 와이즈먼 – 상인이자 혹스베리 강에서 페리를 운영했으며, 이로 인해 와이즈먼스 페리라는 마을 이름이 생겼다

### 총리들
대부분의 오스트레일리아 총리는 최소한 부분적으로 잉글랜드 혈통이었다. 현재까지 모든 오스트레일리아 총리는 전체 또는 부분적으로 앵글로켈트계 혈통을 가지고 있었다.
1. 에드먼드 바턴, 초대 총리, 1901–1903 (잉글랜드인 부모[36])
2. 앨프리드 디킨, 2대 총리, 1903–1904, 1905–08, 1909–10 (잉글랜드인 부모[37])
3. 조셉 쿡, 6대 총리, 1913–1914 (실버데일, 잉글랜드 출생)
4. 빌리 휴스, 7대 총리, 1915–1923 (런던, 잉글랜드 출생[38])
5. 얼 페이지, 11대 총리, 1939 (아버지 런던, 잉글랜드 출신[39])
6. 로버트 멘지스, 12대 총리, 1939–1941, 1949-66 (외조부모 펜잰스, 잉글랜드 출생[40])
7. 해럴드 홀트, 17대 총리, 1966–1967 (잉글랜드 혈통)
8. 존 맥이완, 18대 총리, 1967–1968 (부분적 잉글랜드 혈통[41])
9. 존 고튼, 19대 총리, 1968–1971 (잉글랜드인 아버지[42])
10. 윌리엄 맥마흔, 20대 총리, 1971–1972 (부분적 잉글랜드 혈통)
11. 고프 휘틀럼, 21대 총리, 1972–1975 (잉글랜드 혈통[25])
12. 맬컴 프레이저, 22대 총리, 1975–1983 (부분적 잉글랜드 혈통[43])
13. 밥 호크, 23대 총리, 1983–1991 (잉글랜드 혈통; 모든 증조부모는 잉글랜드 출생, 7명은 콘월주, 잉글랜드 출신, 1명은 체셔주, 잉글랜드 출신[44])
14. 폴 키팅, 24대 총리, 1991–1996 (모계 잉글랜드 혈통)
15. 존 하워드, 25대 총리, 1996–2007 (부분적 잉글랜드 혈통)
16. 케빈 러드, 26대 총리, 2007–10, 2013 (4대 증조부모, 죄수 런던의 토마스 러드와 에식스주, 잉글랜드의 메리 케이블)
17. 줄리아 길라드, 27대 총리, 2010–2013 (부계 조부모 잉글랜드 출생[45])
18. 토니 애벗, 28대 총리, 2013–2015 (잉글랜드인 아버지; 잉글랜드, 네덜란드, 스코틀랜드, 웨일스 혈통으로 런던, 잉글랜드에서 태어남[46])
19. 맬컴 턴불, 29대 총리, 2015–2018 (외할머니 메이 랜스버리 (모를레 출신), 잉글랜드에서 태어남[47][48])
20. 스콧 모리슨, 30대 총리, 2018 (잉글랜드 혈통)

## 같이 보기
- 오스트레일리아–영국 관계
- 오스트레일리아계 영국인
- 유럽 이민
- 오스트레일리아의 인구
- 앵글로켈트계 오스트레일리아인
- 유럽계 오스트레일리아인
- 백인#오스트레일리아
- 아일랜드계 오스트레일리아인
- 스코틀랜드계 오스트레일리아인
- 웨일스계 오스트레일리아인
- 잉글랜드 디아스포라
- 잉글랜드계 미국인
- 잉글랜드계 캐나다인
- 유럽계 뉴질랜드인
- 오스트레일리아 이민
- 잉글랜드계 뉴질랜드인
- 잉글랜드 이름이 붙은 오스트레일리아 지명 목록
- 잉글랜드계 아르헨티나인
- 잉글랜드계 칠레인

## 추가 자료
- Haines, Robin F. Emigration and the labouring poor: Australian recruitment in Britain and Ireland, 1831–60 (Springer, 1997).

- Richards, Eric. Britannia's children: emigration from England, Scotland, Wales and Ireland since 1600 (A&C Black, 2004) online.
- Richards, Eric. "How did poor people emigrate from the British Isles to Australia in the nineteenth century?" Journal of British Studies 32.3 (1993): 250-279. online